# 리언 미구엘

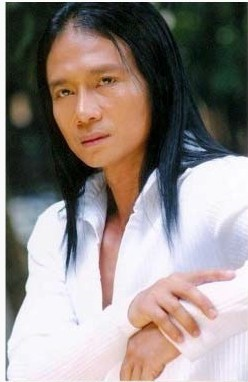

리언 미구엘(Leon Miguel, 1968년 12월 17일 ~ )은 필리핀의 배우이다.
마스바테주에서 태어났다.

## 출연 작품
- 그레이스랜드 (2012, GraceLand: A Life for Every Lie)
- 서브직트: 아이 러브 유 (2011년) - 맨 1 역
- 디삼드 (2010년)
- 장애물 (2009년)
- 레거시 (1998년)
- 에너미 라인 (1998년)